# نجم شبه هالك
نجم شبه هالك (بالإنجليزية: pre-degenerate)‏  أو PG 1159 star . في علم الفلك النجم شِبه الهالك هو نجم له جو ضعيف ومتناقص من الهيدروجين ويمر بمرحلة انتقالية بين كونه النجم المركزي لسديم كوكبي وكونه قزم أبيض ساخن. وتبلغ درجة الحرارة الفعالة للنجم مابين 75,000 و 200,000 كلفن 
ويتسم جوة بضعف مطيافية الامتصاص لخطوط الهليوم والكربون والأوكسجين. وجاذبية السطح عادة بين 104 و 106 متر في الثانية المربعة . وبعض نجوم PG 1159 لاتزال تقوم بصهر الهليوم.
ويعتقد أن سبب غرابة تكوين الغلاف الجوي لنجوم PG 1159 ، يعود إلى ان النجم بعد أن غادر مرحلة عملاق مقارب، تجدد انصهار الهليوم.

## التسمية
سميت نجوم PG 1159 بهذا الأسم نسبة للنجم (PG 1159-035) الذي يقع في كوكبة العذراء.واكتشف النجم بواسطة مسح بالومار الأخضر وكان أول نجم شبة هالك يكتشف